# イヴァ・ビトヴァ
イヴァ・ビトヴァ（Iva Bittová、1958年7月22日 - ）は、チェコ出身の音楽家。アバンギャルドなロマのヴァイオリニスト、歌手、作曲家。イヴァー・ビットヴァーと表記されることもある。
1970年代中頃、女優として何本かのチェコ映画に出演した後、1980年代初期から、ヴァイオリニスト兼歌手としての活動をメインとする。1986年からレコーディングをはじめ、1990年頃には、そのユニークな歌唱、演奏テクニックが、国際的に認められるようになる。以降、ヨーロッパ、アメリカ、日本で定期的に公演を行い、8枚を超すアルバムを発表する。
音楽活動と並行して、時々だが、今なお映画にも出演している。2003年に、Zena役で出演した映画『ジェラリ』は、第76回アカデミー賞外国語映画賞にノミネートされた。

## 経歴
ビトヴァはモラヴィア北部のブルンタール郡で生まれた。3人姉妹の次女で、一家は音楽一家だった。父親のコロマン・ビトは南スロバキア出身の有名なロマのミュージシャンで、フォークおよびクラシック音楽のアンサンブルで、ギター、トランペット、ダブルベースを演奏していた。母親のリュドミラ・ビトヴァ（旧姓マサロヴァ）はプロのヴォーカル・グループで歌っていた。子供時代、ビトヴァはオパヴァでバレエとヴァイオリンのレッスンを受け、ズディエニェク・ネイェドリのシレジア劇場で子役も勤めた。1971年、一家はブルノに移る。ビトヴァはブルノの音楽学部で学ぶが、次第に音楽から演劇に興味が移っていった。それから10年間、ビトヴァは女優として、映画やブルノのテレビ・ラジオ番組に出演する。
1980年代初期になって、音楽に戻り、ブルノのヤナーチェク・アカデミーの教授、ルドルフ・シュチャストニーの下でヴァイオリンを学ぶ。同時に、演劇大学でヴォイス・トレーニングをし、独特の歌唱・演奏スタイルを身につける。1985年、チェコのロック・グループ「デュナイ」のパーカッショニスト、パヴェル・ファイトとのコラボレート・アルバム『Bittová + Fajt 』を発表。スラヴ音楽やロマ音楽が融合したオルタナティブ・ロックだった。1986年にはソロでEPを数枚出し、一方でデュナイとの共演も続けた。1987年、ファイトと組んだセカンド・アルバム『Svatb（The Wedding）』がReview Recordsから世界発売されると、ビトヴァの人気はブレイクした。まず、イギリスのパーカッショニストで、Recommended Recordsのオーナーのクリス・カトラーがこのアルバムに注目し、『Bittová + Fajt 』を世界向けに再リリース。続いて、同じイギリスの、アバンギャルド音楽のギタリスト、フレッド・フリスが、自身の映画『ステップ・アクロス・ザ・ボーダー』（1990年）に、ビトヴァとファイトを出演させた。これが二人のはじめての国際的な露出となり、さらに東欧圏外へのツアーも行った。
1991年、ビトヴァは彼女にとって最初のソロ・アルバムとなる『Iva Bittová』を、続いて、初のアメリカ・リリースとなった『リヴァー・オヴ・ミルク 』を発表。1997年には、クラシック音楽にも進出し、一連のコンサートを催し、またドロテア・ケレロヴァとヴァイオリン・デュオを組んで、バルト−クのアルバムを出した。同年、ウラジミール・ヴァーツラヴェクと共に、二枚組のアルバム『Bílé Inferno（White Inferno）』を発表。その成功により二人は即興演奏グループ「チコリ」を結成する。
ビトヴァは、フレッド・フリス、クリス・カトラー、トム・コラら各国のアバンギャルド・ミュージシャンと共演し、またソロ・コンサートを世界中で行っている。現在、パヴェル・ファイトとの間に生まれた息子のアントニン・ファイトと共にニューヨーク州の小さな町、ラインベックに住んでいる。

## 音楽性
ビトヴァの音楽は、ロックと、彼女が「私の個人的なフォーク・ミュージック」と語る東欧音楽とのブレンドである。彼女のヴァイオリン演奏は、たとえばバンジョーのように弦を撥で弾き鳴らしたりと、さまざまなテクニックが混在している。また、発声も伝統的な歌い方の音域を超えて、甲高く、喉の奥から絞り出すノイズのようである。体全体を使ってのパフォーマンスは、演劇で培った技術の賜物である。オール・ミュージック・ガイドのライターは、「なんといっても彼女の魅力は、独創的な声の使い方、アバンギャルドと童歌との境界線上に位置するメロディで、世界中に多くのファンを生んだ」

## ディスコグラフィ

### コラボレーション
- With パヴェル・ファイト
  - 1985年　Bittová + Fajt（LP、Panton）
  - 1987年　Svatba（The Wedding）（LP、Review Records）
- With デュナイ
  - 1989年　The Danube（LP、Panton）
  - 1996年　Pustit Musš（You Must Let Go）（CD、Rachot Behemot）
- With ドロテア・ケレロヴァ
  - 1997年　Béla Bartók: 44 Dueta pro Dvoje Housle（44 Duets for Two Violins）（CD、Rachot Behemot）
- With ウラジミール・ヴァーツラヴェク
  - 1997年　Bílé Inferno（White Inferno）（2枚組CD、Indies Records）
- With シュカンパ四重奏団
  - 1998年　Classic（CD、スプラフォン）
- With オランダ管楽アンサンブル
  - 2000年　吸血鬼の踊り（CD、N.W.E.）
- With アンドレアス・クロペル
  - 2001年　Echoes（CD、スプラフォン）
- With チコリ
  - 2001年　Čikori i（CD、Indies Records）
- With ミロシュ・ヴァレント
  - 2004年　ヤナーチェク：歌によるモラヴイア民俗詩（CD、スプラフォン）
- With DJ Javas
  - 2004年　The Party（CD、Indies Records）
- With ミロシュ・ヴァレント、 マレク・シュトリンツル、 ソラメンテ・ナトゥラリ、 ブラティスラヴァ音楽院合唱団
  - 2006年　ゴダール：マテル-聖母-（CD、ECM）
- With バング・オン・ア・カン
  - 2006年　Elida（CD、Indies Records）
- With ジョージ・ムラーツ、エミール・ヴィクリツキー、 Lolo Tropp
  - 2007年　Moravian Gems（CD、Cube Metier）

### ソロ
- 1986年　Iva Bittová（EP、Panton）
- 1986年　Balada pro Banditu（A Ballad for a Bandit）（EP、Panton）
- 1991年　Iva Bittová（LP、Pavian）
- 1991年　リヴァー・オヴ・ミルク（CD、EVA Records）
- 1994年　Ne, Nehledej（No, Do Not Seek）（CD、BMG）
- 1995年　Kolednice（Carol singer）（CD、BMG）
- 1996年　Divná Slečinka（A Strange Young Lady）（CD、BMG）
- 1997年　Solo（CD、Nonesuch Records）
- 2013年　Iva Bittova (CD, ECM)

## フィルモグラフィ
- 1976年　Ružové sny（Rosy Dreams）
- 1976年　Die Insel der Silberreiher（Island of the Silver Herons）
- 1977年　Jak se budí princezny
- 1978年　Balada pro Banditu（Ballad for a Bandit）
- 1983年　Únos Moravanky
- 1988年　Mikola a Mikolko
- 1991年　Něha（Tenderness）
- 2000年　The Man Who Cried（クリスティーナ・リッチの声）
- 2003年　ジェラリ
- 2007年　Tajnosti